# Élections provinciales de 2018 dans le Brabant wallon
Les élections provinciales de 2018 dans le Brabant wallon ont lieu le dimanche 14 octobre 2018 afin d'élire les 37 conseillers de la province du Brabant wallon pour un mandat de six ans.

## Mode de scrutin
Afin d'élire le conseil provincial, les sièges sont répartis  entre plusieurs circonscriptions proportionnellement au nombre d'habitants. Ensuite, ils sont attribués sur base de la représentation proportionnelle selon le système d'Hondt.

## Résultats
|       |        |         |        |      |         |     |
| Parti | Parti  | Voix    | %      | +/-  | Sièges  | +/- |
|       | MR     | 90 556  | 38,27  | 4,17 | 16 / 37 | 1   |
|       | Ecolo  | 55 819  | 23,59  | 7,30 | 9 / 37  | 3   |
|       | PS     | 33 686  | 14,24  | 3,09 | 6 / 37  | 1   |
|       | cdH    | 21 010  | 8,88   | 3,38 | 3 / 37  | 2   |
|       | DéFI   | 17 691  | 7,48   | 2,70 | 3 / 37  | 1   |
|       | PP     | 7 227   | 3,05   | Nv.  | 0 / 37  | 0   |
|       | Autres | 10 638  | 4,49   | 1,52 | 0 / 37  | 0   |
| Total | Total  | 236 627 | 100,00 |      | 37      | 0   |